# Digestif
Digestif (franska "som befordrar matsmältningen") är en vanligen alkoholhaltig dryck som dricks efter en måltid för att underlätta matsmältningen. Digestif görs oftast på destillat från frukt och bär och har normalt högre alkoholhalt än en aperitif, som intas före måltiden.

## Historik
Under medeltiden dracks ibland efter större måltider en dryck gjord på vin, socker och kryddor. Kryddorna ansågs befordra matsmältningen, och sockret sågs som ett läkemedel.